# Lagotis yesoensis
Lagotis yesoensis är en grobladsväxtart som först beskrevs av Kingo Miyabe och Amp;tatewaki, och fick sitt nu gällande namn av Tatewaki och Jisaburo Ohwi. Lagotis yesoensis ingår i släktet Lagotis och familjen grobladsväxter. Inga underarter finns listade i Catalogue of Life.